# Sanfratellano
Le Sanfratellano est une race de chevaux de selle italiens originaire de Sicile, en particulier de la province de Messine.

## Histoire
Les origines du Sanfratellano sont très incertaines,. Certaines versions le disent descendant des chevaux orientaux importés en Sicile par les Arabes au IXe siècle, alors que d'autres lui prêtent plus une souche nordique amenée par les Normands au XIe siècle. Quelle que soit sa réelle origine, le Sanfratellano moderne tient sa conformation actuelle de croisements récents qui eux sont très bien connus. On retrouve donc dans le Sanfratellano l'influence de chevaux comme le Lipizzan, le Maremmien, le Pur-sang anglais et le Nonius, qui lui a transmis sa robe sombre,.

## Description
L'auteur italien Gianni Ravazzi lui attribue une taille de 1,56  à   1,66 m, alors que le guide Delachaux cite une taille moyenne plus réduite, de 1,50 m pour les femelles et 1,52 m pour les mâles.
Le Sanfratellano possède une tête de taille moyenne, avec un profil plutôt rectiligne, et parfois moutonné. Son encolure est forte, musclée et longue. Le garrot est large mais pas trop sorti. Les épaules sont courtes, robustes et fortement inclinées,. Le dos est plutôt long, mais robuste et large. La croupe est large et musclée, de forme ronde. Le poitrail est large et profond,. Les membres sont robustes, les aplombs toujours corrects et les sabots très résistants. La crinière et la queue sont fournies,.
La robe est baie ou noire.
Il est adapté au climat de la Sicile.

## Utilisations
C'est un cheval de selle et de trait léger utilisé principalement pour le tourisme équestre. Il est élevé en Sicile à l'état semi-sauvage, mais il peut être aussi un très bon cheval d'obstacles, car il est sérieux, fiable et volontaire,.

## Diffusion de l'élevage
Il est propre à la région de Messine, en Sicile.
L'effectif est d'environ 5 000 chevaux en 2016.